# Podgrad (gmina Lublana)
Podgrad – wieś w Słowenii, w gminie miejskiej Lublana. W 2018 roku liczyła 267 mieszkańców. 